# Grupeto
Grupeto (z italského gruppetto – skupina) je skupina cyklistů v silničním závodě jedoucí za hlavním pelotonem. Vytváří se hlavně v horských etapách, kdy jej tvoří zejména sprinteři a domestici, kteří už splnili svoje úkoly. Hlavním zájmem  je dojet etapu v časovém limitu, aby nebyli z etapového závodu vyloučeni. V grupetu proto často panuje kamarádská atmosféra napříč soupeřícími týmy.

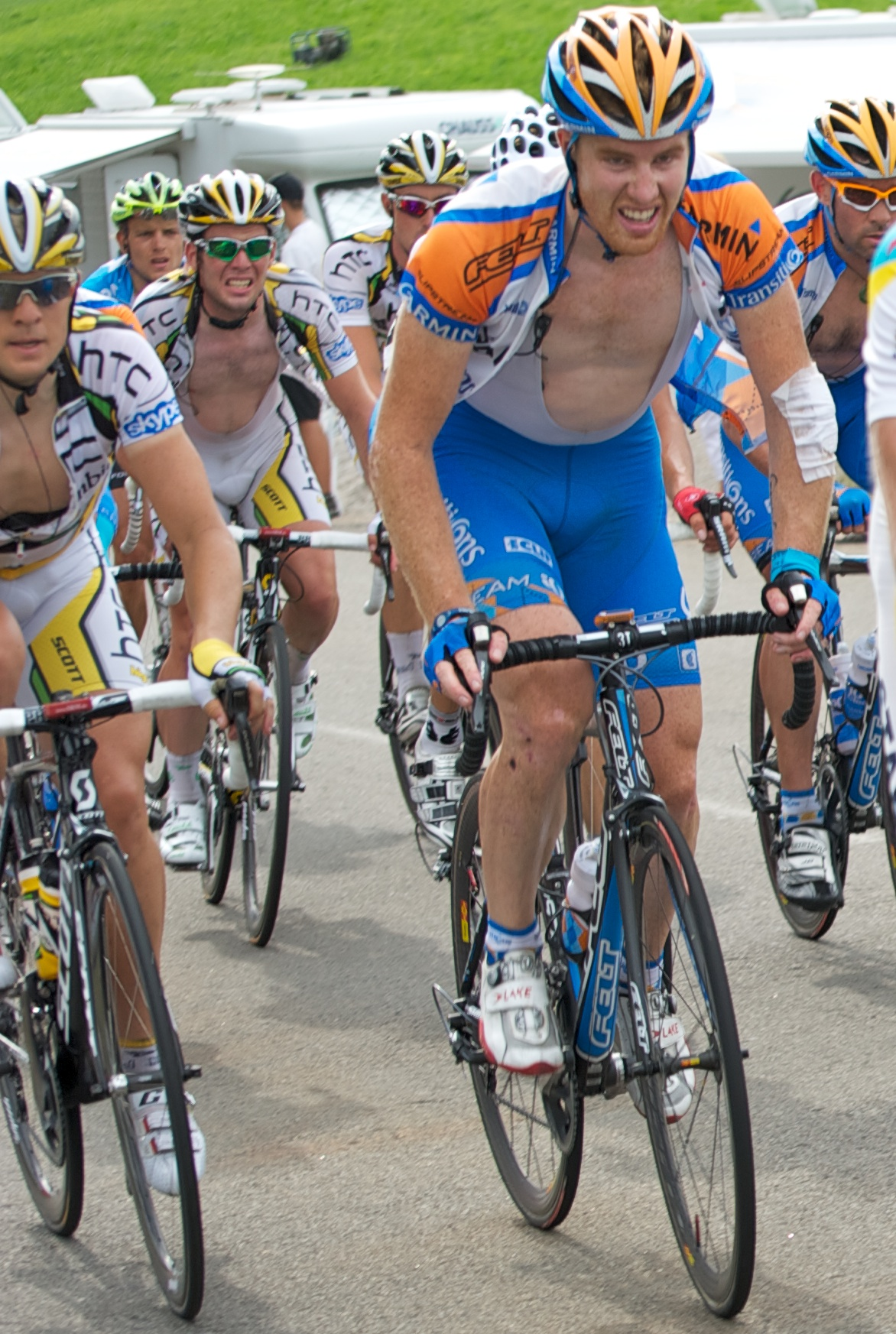
Grupeto v jedné z etap Tour de France 2010

Za grupetem obvykle jezdí sběrný vůz, který sbírá odpadlíky z grupeta.